# دی‌متیل‌آلیل پیروفسفات
دی‌متیل‌آلیل پیروفسفات (به انگلیسی: Dimethylallyl pyrophosphate) با فرمول شیمیایی C۵H۱۲O۷P۲ یک ترکیب شیمیایی با شناسه پاب‌کم ۶۴۷ است. که جرم مولی آن ۲۴۶٫۰۹۲ g/mol می‌باشد.